# Sztefan Abadzsiev
Sztefan Abadzsiev (bolgárul: Стефан Абаджиев) (Szófia, 1934. július 3. – 2024. március 13.) válogatott bolgár labdarúgó, edző.
A bolgár válogatott tagjaként részt vett az 1966-os világbajnokságon.

## Sikerei, díjai
Levszki Szofija
- Bolgár bajnok (3): 1953, 1964–65, 1967–68
- Bolgár kupa (3): 1956, 1957, 1958–59